# John Fiske
John Fiske (Hartford, 30 marzo 1842 – Gloucester, 4 luglio 1901) è stato un filosofo e storico statunitense, autore del testo Manifest Destiny.

## Biografia
John Fiske nacque come Edmund Fiske Green ad Hartford, nel Connecticut. Fu l'unico figlio di Edmund Brewster Green, originario di Smyrna, nel Delaware, e Mary Fiske Bound, originaria di Middletown, nel Connecticut. Suo padre era un editore di giornali ad Hartford e a Panama, dove morì nel 1852. La vedova sposò Edwin W. Stoughton, originario di New York, nel 1855. Col secondo matrimonio della madre, Edmund Fiske Green assunse il nome del suo bisnonno materno, John Fiske.

## Opere e pensiero
Col suo Manifest Destiny (1885) elabora i fondamenti ideologici dell'imperialismo americano. Nell'età dell'imperialismo gli Stati Uniti si trovano a dover conciliare il loro ethos anticoloniale con la necessità di prendere parte alla corsa per l'espansione dei domini. Fiske elabora una dottrina che pare accettabile: esiste un diritto-dovere degli statunitensi di esportare i valori di libertà e democrazia sui quali essi fondano la propria civiltà. Si occupa di evoluzionismo subendo l'influenza di Herbert Spencer.